# Электронный замок

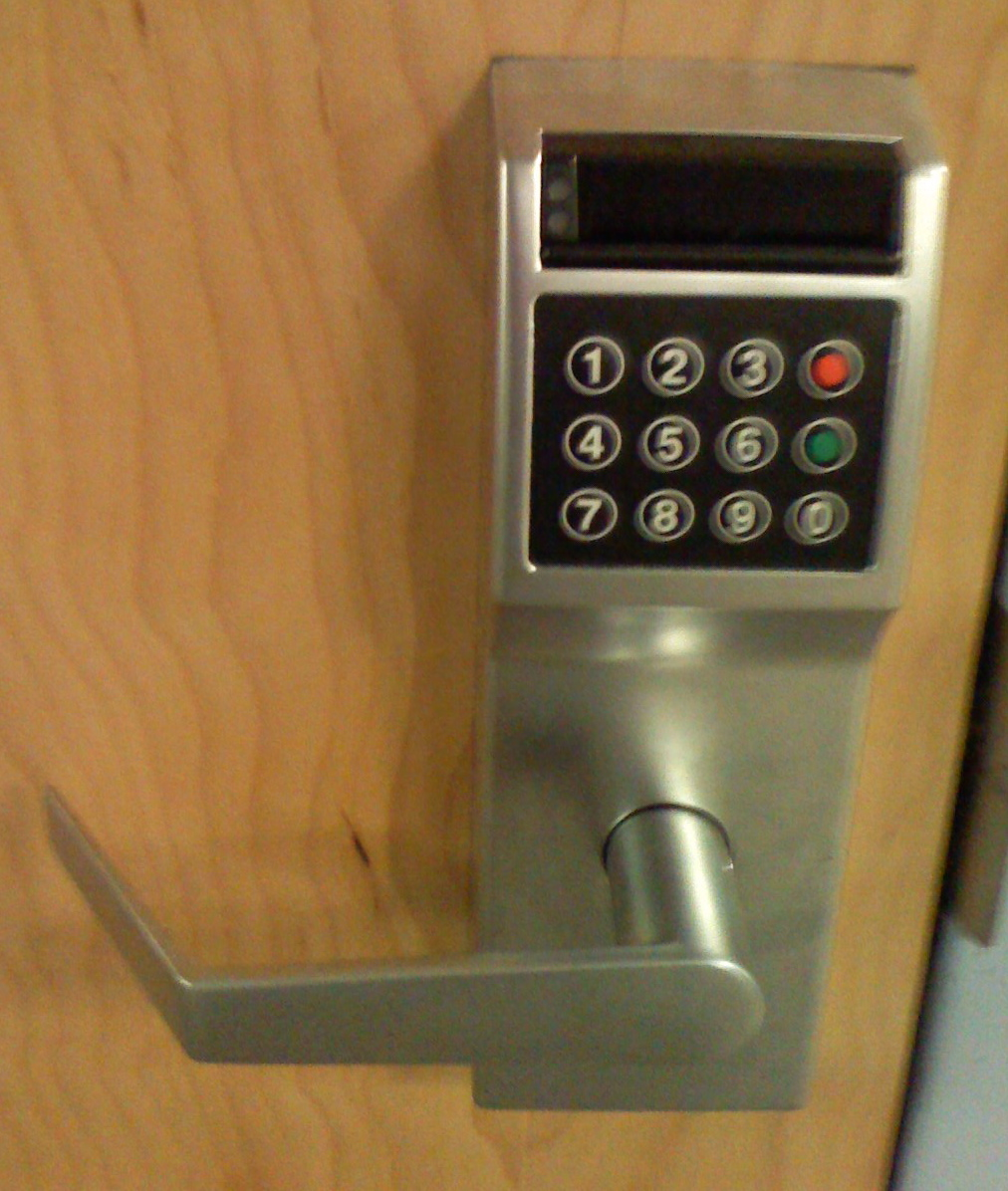
Электронный замок

Электронный замок — электронное устройство, предназначенное для того, чтобы предотвратить доступ в помещение посторонних лиц, или наоборот, ограничить выход из помещения. Решение о доступе лиц в помещение принимается на основе сигналов от различных датчиков: считывателей магнитных карт, штрих-кодов, датчиков контактной памяти, биометрических датчиков, наборной клавиатуры, комбинаторных флуоресцентных молекулярных датчиков, дистанционного управления и т. д. Часто является частью сложной электронной системы контроля доступа, иногда неотделим от неё. В качестве исполнительных механизмов используются электромеханические и электромагнитные запорные устройства.

## Основные виды замков
Электронные замки бывают нескольких видов.
По способу отпирания/запирания они делятся на:
- Электромагнитный замок
- Электромеханический замок

По типу ключа электронные замки подразделяют на:
- Замок с физическим ключом (например, с ключом-таблеткой)
- Умный замок (ключом служит смартфон или радио-брелок)
- Кодовый замок
- Биометрический замок

Существуют также экзотические замки, такие, например, как молекулярный замок.
Важная особенность электронных (прежде всего электромеханических) замков — возможно управлять ими дистанционно. Эта возможность используется все чаще по мере того, как распространяются технологии умного дома. Такие замки встраиваются в общую систему умного дома, которая как правило привязана к смартфону владельца, что дает возможность со смартфона управлять замком, удаленно открывая и закрывая его, когда возникает необходимость.